# Occhieppo Inferiore
Occhieppo Inferiore är en ort och kommun i provinsen Biella i regionen Piemonte i Italien. Kommunen hade 3 902 invånare (2018).